# Xenyllogastrura afurcata
Xenyllogastrura afurcata är en urinsektsart som beskrevs av Louis Deharveng och Gers 1979. Xenyllogastrura afurcata ingår i släktet Xenyllogastrura och familjen Hypogastruridae. Inga underarter finns listade i Catalogue of Life.